# موريس رينو
موريس رينو (بالفرنسية: Maurice Raynaud)‏ طبيب فرنسي ولد في باريس وعاش ما بين 1834 و 1881، مكتشف داء رينو في أواخر القرن التاسع عشر، وهو اضطراب نادر يصيب الأوعية الدموية في الأطراف، وهو يشكل الحرف "R" في اختصار متلازمة كرست.